# 江口弘美
江口弘美（日語：えぐち ひろみ；1982年1月8日—）是日本女演員，神奈川縣出身，所屬經紀公司為有限会社ネオンテトラ。

## 演出

### 電視劇
- 幻星神（2004年10月2日 - 2005年9月24日、東京電視台）飾演 天堂澪
- 牙狼＜GARO＞～魔戒閃騎～（2011年11月3日·12月15日、東京電視台）飾演 黑衣女(第5話)·琪琪
- 牙狼〈GARO〉-魔戒之花-第22話（2014年9月5日、東京電視台）飾演 ジエンダ
- 牙狼〈GARO〉-魔戒烈傳-第2話（2016年4月15日、東京電視台）飾演 奇薩拉

### 電影
- 劇場版 超星艦隊星神X 戰鬥吧!星之戰士們（2005年12月17日、東寶）飾演 天堂澪
- 牙狼〈GARO〉〜RED REQUIEM〜（2010年10月30日、東北新社）飾演 シオン